# جوليان دينيسون
جوليان دينيسون (بالإنجليزية: Julian Dennison)‏ ولد في مارس، 2002 ممثل صاعد نيوزلندي، ظهر ولأول مرة في فيلم Shopping وحاز علي جائزة New Zealand Film Award لأفضل ممثل مساعد.

## أعمالة
| سنة  | أسم الفيلم       | الدور       | ملاحظات                                               |
| ---- | ---------------- | ----------- | ----------------------------------------------------- |
| 2013 | Shopping         | Solomon     | فائز بجائزة، New Zealand Film Award لأفضل ممثل مساعد. |
| 2015 | Paper Planes     | Kevin       | .                                                     |
| 2016 | مطاردة المتوحشين | Ricky Baker | .                                                     |

## وصلات خارجية
- جوليان دينيسون على موقع IMDb (الإنجليزية)
- جوليان دينيسون على موقع روتن توميتوز (الإنجليزية)
- جوليان دينيسون على موقع قاعدة بيانات الأفلام العربية
- جوليان دينيسون على موقع قاعدة بيانات الفيلم (الإنجليزية)
- جوليان دينيسون  على فيسبوك.
- جوليان دينيسون علي تويتر
- جوليان دينيسون علي أنستجرام